# ماریو پرس (بازیکن فوتبال، زاده ۱۹۲۷)
ماریو پرس (اسپانیایی: Mario Pérez‎; ۱۹ فوریهٔ ۱۹۲۷ – حدود ۱۹۸۵) بازیکن فوتبال اهل مکزیک بود.
وی همچنین در تیم ملی فوتبال مکزیک بازی کرده‌است.